# Tungsram

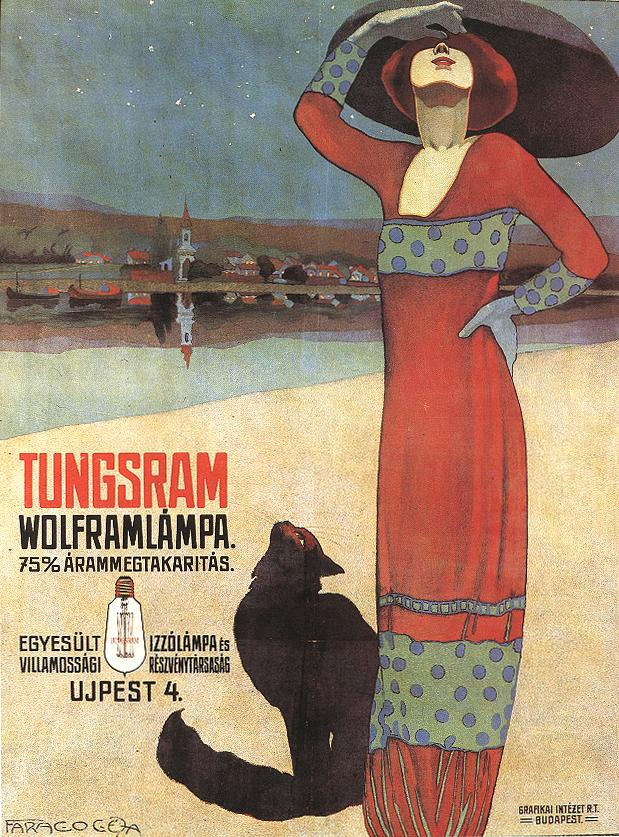
Tungsram-plakát az 1910 körüli évekből

A Tungsram az Egyesült Izzólámpa és Villamossági Rt. védjegye volt. Az azonos nevet viselő vállalat azóta jelentős szerepet töltött be a korszerű világítástechnikában.

## A szó eredete
A Tungsram szó fantáziaszó, amely két szónak, a volfrám angol nevének, a tungsten szónak, és a német Wolfram szónak az egyesítéséből származik.

## Története

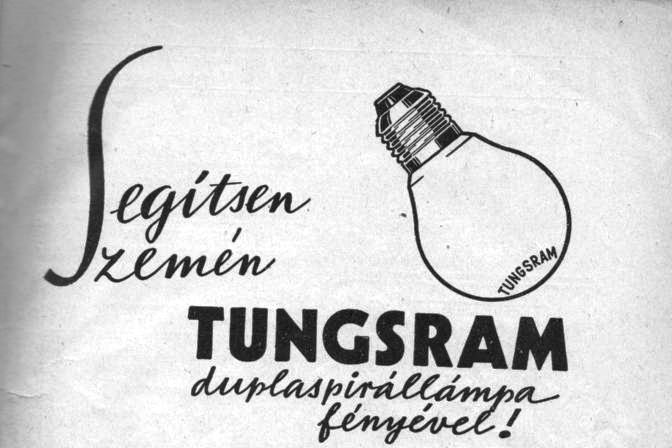
Tungsram lámpa reklámja

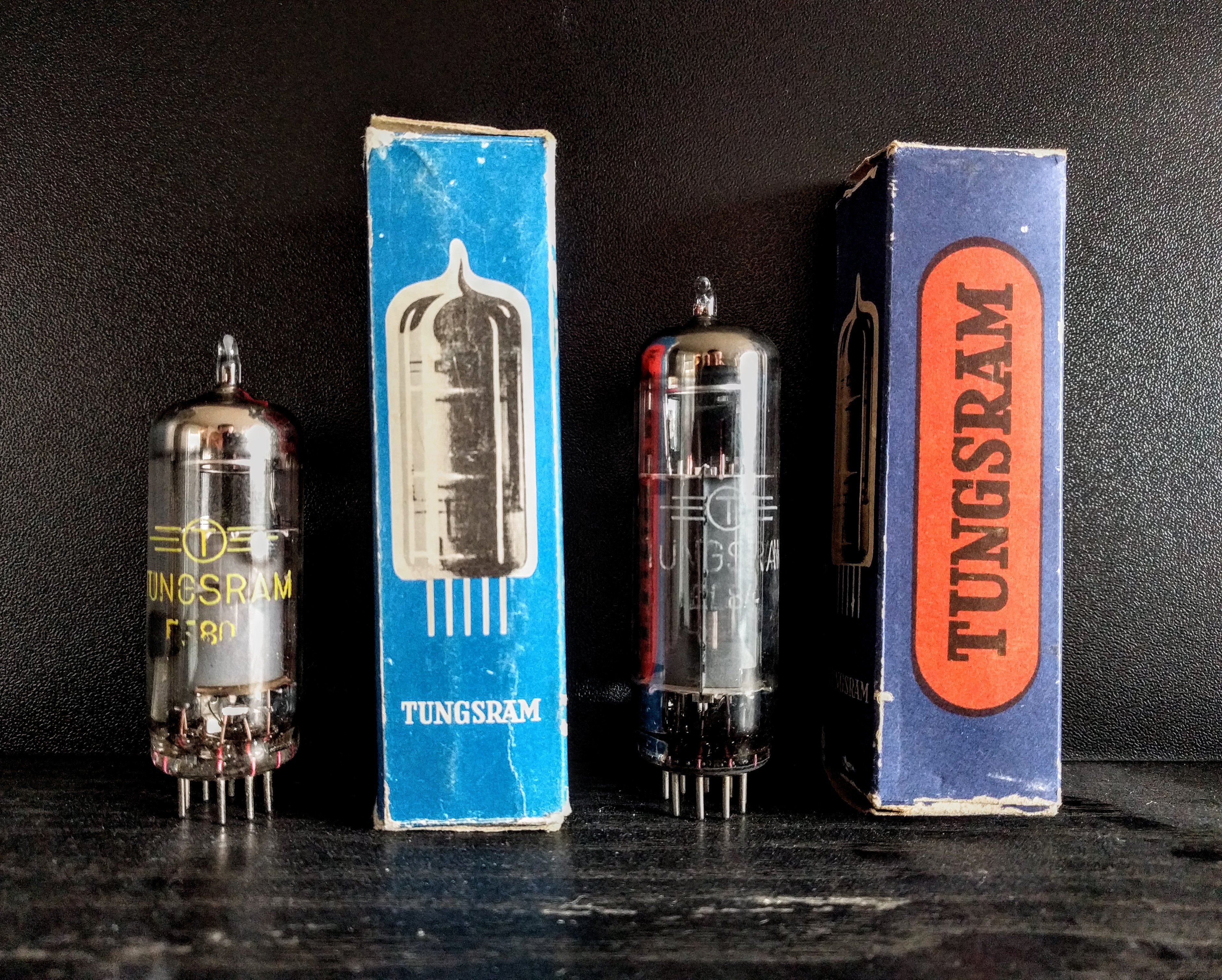
Tungsram márkájú elektroncsövek az 1970-es évekből

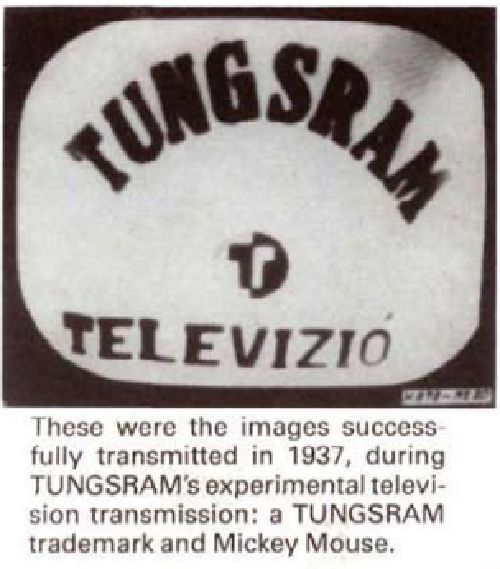
Tungsram által készített Televízió prototípusa 1937-ben

Egger Béla és Tsa. Huszár utcai cégéből jött létre az Egyesült Izzólámpa és Villamossági Rt. 1896-ban, majd 1901-ben az azóta is cég központjaként üzemelő (külső) Váci úti telephelyre  költözött. Aschner Lipót igazgató nevéhez fűződik a TUNGSRAM és a T a körben védjegyek bejegyeztetése 1909-ben. E budapesti (eredetileg újpesti) gyárnak a kutató laboratóriumában - főleg a két világháború között - több kutató az erősáramú elektrotechnikához nem kapcsolódó területeken is jelentős eredményeket ért el. Az izzólámpa elterjedését alapvetően befolyásolta az, hogy ez a gyár 1906-ban megvásárolta Just Sándornak és a horvát származású Franjo Hanamannak a volfrámszál előállítására vonatkozó szabadalmát, és megkezdte az izzók gyártását. A későbbiekben újabb szabadalmakkal továbbfejlesztett izzólámpa az egész világon elterjedt, ami a gyár jelentős fejlődését hozta magával.
Az első világháború során futott fel a rádiócső gyártás, ami a legprofitálóbb ágazatává vált később a cégnek.
1989-ben az amerikai General Electric felvásárolta a Tungsramot és GE néven működött tovább.

### 2018-tól
2018-ban bejelentették, hogy megalakul a Tungsram Csoport, miután a General Electric cég  - más európai, közel-keleti és afrikai fényforrás-üzletágaival együtt -   eladta a fényforrás üzletágát és globális autólámpa üzletágát egy magánszemélynek, Jörg Bauernek. (Jörg Bauer áttételesen tulajdonos a cégben, ugyanis a Tungsram Operations Kft. közvetlen tulajdonosa a Tungsram Group Zrt., amelynek tulajdonosa a Confluentia Holding Vagyonkezelő Kft., a Confluentia tulajdonosa pedig Jörg Bauer egyszemélyben.)
Az első körben, 2018 áprilisban a magyarországi egységek kerültek az új cég birtokába, amelynek új jelmondata: "Örökségünk az innováció". Április elején Jörg Bauer elnök-vezérigazgató a cég számára azonnali kormányzati segítséget kért, azzal indokolva, hogy a  COVID-19 pandémia, a globális ellátási nehézségek, valamint és az ukrajnai háború megoldhatatlan feladat elé állította a cégcsoportot.
Néhány nappal később a sajtóban megjelent, hogy a magyar kormány a Tungsram céggel vizsgáltatja, hol lehetne nukleáris fűtőelem-gyárat létesíteni Magyarországon.
2022 novemberében bejelentették, hogy a nagy múltú hazai elektronikai cégcsoport érdemi segítség hiányában befejezi a tevékenységét és csődeljárás keretében felszámolás alá kerül.

## Magyarországi gyáregységei
- Budapest, Váci út – Fényforrásgyár (bezárt)
- Győr – Célgéptervezés, gyártás (bezárt)
- Nagykanizsa – Fényforrásgyár és Logisztikai Központ (bezárt)
- Kisvárda – Halogén- és Autóipari Lámpagyár (bezárt)
- Zalaegerszeg – Alkatrészgyár (bezárt)
- Hajdúböszörmény – Alkatrészgyár (bezárt)
- Budapest, Fóti út - Gépdivízió Vákuumtechnikai Gépgyár (bezárt)
- Vác - Fényforrásgyár (bezárt)
- Kaposvár - Elektroncső gyár (bezárt)
- Hajdúnánás - Alkatrészgyár (bezárt)

## Tungsram a világban
- Európa
- Közel-Kelet
- Afrika
- Törökország
- Észak-Amerika (globális autólámpa-üzletág)